# Delia bracata
Delia bracata este o specie de muște din genul Delia, familia Anthomyiidae. A fost descrisă pentru prima dată de Camillo Rondani în anul 1866. Conform Catalogue of Life specia Delia bracata nu are subspecii cunoscute.